# Ваксарт орална вакцина против ковида 19
Ваксарт орална вакцина против ковида 19 (енг. Vaxart COVID-19 Oral Vaccine (акроним VXA-CoV2-1)) циља на коронавирус САРС-КоВ-2 који изазива коронавирусну болест, познатију као ковид 19. Ова вакцина изазива имуни одговоре слузокоже код људи. Верује се да је имунитет слузокоже прва одбрана од вируса који се преносе ваздухом, као што су коронавирус и вирус грипа, и може бити важна у смањењу ширења вируса и спречавању њиховог преношења.
Ваксартове оралне вакцине требало би да представљају значајан напредак у технологији вакцинације. Они су дизајнирани да генеришу широке и трајне имуне одговоре, укључујући мукозне и системске реакције. Поред тога, орални пут давања обезбеђује ефикаснији и погоднији метод примене у односу на вакцине из инјекције.
Вакцина је у односу на остале вакцине против ковида 19 (које су већ у масовној употреби) у  закаснелом стадијуму развоја -тренутно се вакцинише кандидате у склопу клиничких испитивања 2. фазе.

## Опште информације
Орална вакцина против ковида 19 циља на шиљасти протеин (С) и нуклеопротеин (Н). Протеин Н је очуванији (мање склон мутацијама) од протеина С, и стога је мања вероватноћа да ће нове вирусне варијанте избећи заштиту. Н протеин је такође добра мета за одговоре Т-ћелија, јер само  снажни одговори Т-ћелија могу понудити мултиваријантну заштиту од тешког облика ковида 19.
Фирма Ваксарт је најавила да такође унапређује  кандидата за вакцину само за шиљасти протеин С који може побољшати одговоре антитела, укључујући и варијанте САРС-КоВ-2 као што је јужноафрички сој вируса. 
Очекује се да ће овај нови кандидат за вакцинацију против ковида 19 генерисати снажне реакције мукозних и серумских антитела и допунити моћни индуктор Т-ћелија. Поред тога, Ваксарт је раније показао да бивалентна орална вакцина која користи своју платформу може изазвати имуне одговоре без икаквих сметњи.

### Механизам дејства
Ваксарт оралне рекомбинантне вакцине су формулисане као ентерички обложене таблете за испоруку у танко црево. Ентеричка облога штити активни састојак од киселог окружења желуца. Циљањем на танко црево, вакцине ангажују фино подешен имуни систем црева како би генерисали широк системски и мукозни имуни одговор за снажан, упоран имунитет.
Ваксарт тренутно развија течну формулацију за малу децу и одрасле који не могу да узимају таблете. 
Ваксарт вакцине не садрже потпуно убијене или атенуиране вирусе. У процесу производње и не користи јаја.

## Супротстављени ставови
Оснивач Ваксарта Шон Такер верује да би постојање оралне вакцине могло да помогне код   проблема невакцинисања. Наиме Шон полази од података наведених у  часопису Лансет, од јануара 2021. године, у коме 20% одраслих Американаца је доследно говорило да ће бити вакцинисано само ако то буде захтев за одлазак на посао или се неће вакцинисати уопште, пре свега због тога што се много људи  плаши игала.
Још један кључан начин на који ове вакцине могу да се такмиче са првом генерацијом вакцина према речима оснивач Ваксарта Шона Такера је њихова цена, која ће бити значајно јефтинија од скупље Фајзерове и Модернине вакцине.
Циљ многих произвођачавакцине је  да постигну цену 3 до 5 долара по дози, имајући у виду да је количина субвенција многих влада у свету недовољна  за актуелни распон цена од 25 до 30 долара по дози (нпр за мРНК вакцине) и да она  просто неће бити одржива.